# Iglesia de San Wenceslao
La iglesia de San Wenceslao ( en polaco: Kościół Świętego Wacława ) es una iglesia situada en Chicago, la ciudad más poblada del estado de Illinois (Estados Unidos). Está ubicada en 3400 North Monticello Avenue en el vecindario Avondale.
Es una de las muchas iglesias polacas visibles desde la Kennedy Expressway. Junto con la Basílica de San Jacinto es uno de los dos edificios religiosos monumentales que dominan el horizonte de Avondale. Es bien conocido por su arquitectura única, además de ser el lugar donde se casó el fotógrafo y conservacionista histórico Richard Nickel.
Aunque la iglesia histórica es una parada para muchos de los turistas que visitan el emblemático distrito de Villa, este majestuoso híbrido neorrománico-art déco se encuentra en realidad a pocas cuadras al sur de los límites formales del distrito. Se puede acceder a San Wenceslao a través de la estación de la calle Addisonde la Línea Azul.

## Historia
San Wenceslao se fundó en 1912 como una parroquia polaca para aliviar el hacinamiento en la parroquia de San Jacinto, que se reunió por primera vez en una pequeña estructura de madera en Roscoe Street y Lawndale Avenue. La iglesia actual fue construida en 1942 y fue la primera iglesia en ser consagrada por el recién nombrado Cardenal Samuel Stritch en la Arquidiócesis de Chicago. En los últimos años, el carácter étnico de la parroquia de San Wenceslao ha experimentado un cambio gradual de una parroquia exclusivamente polaca a una que es multicultural y multirracial, ya que el vecindario fue testigo por primera vez de una afluencia de inmigrantes hispanos y filipinos durante la década de 1990 y luego comenzó a experimentar focos menores de gentrificación. Hoy la misa se celebra en tres idiomas: inglés, polaco y español. San Wenceslao ha sido administrado por la Congregación de la Resurrección desde julio de 2000.
El 10 de junio de 1950, Richard Nickel, un fotógrafo e historiador estadounidense conocido por sus esfuerzos para preservar y documentar los edificios del arquitecto Louis Sullivan, se casó con Adrienne Dembo, una joven polaco-estadounidense, en San Wenceslao.
St. Ladislaus en Portage Park fue originalmente una misión de San Wenceslao en lo que entonces era un área principalmente rural anexada a Chicago.

## Arquitectura
La iglesia fue diseñada por la firma McCarthy, Smith and Eppig, una firma que trabajó extensamente con el cardenal George Mundelein y produjo numerosas iglesias católicas en el área de Chicago durante la era de la Gran Depresión, incluida las iglesias Reina de los Ángeles en Chicago, San José y San Francisco Xavier en Wilmette y San Bernardino en Forest Park. Se considera "uno de los mejores ejemplos de la fusión de los estilos art déco con la arquitectura medieval en la ciudad de Chicago".
El estilo fusiona elementos bizantinos y románicos con una gran cantidad de características art déco vigentes en el momento de la construcción. La iglesia está revestida con paredes de ladrillo prensado adornadas con piedra caliza de Indiana, algunas de ellas con relieves y adornos para resaltar su función sagrada. En el punto donde la nave se estrecha hacia el ábside, surge un campanario, diseñado para dirigir la atención del espectador hacia el propósito del edificio.
Dos esculturas monumentales de ángeles se ciernen sobre la fachada de la entrada principal, que conduce a un espacioso y cómodo nártex o vestíbulo cuyas paredes están lujosamente revestidas con Notre Dame y mármol oriental sobre una base de Levanto rojo, mientras que el suelo está pavimentado con baldosas de cerámica. Más allá del nártex se encuentra la nave espaciosa y bien iluminada que puede albergar a 1200 personas. A una altura de 3 m sobre el piso y contra toda la pared exterior se ha instalado una boiserie de nogal negro americano, una madera conocida por su  belleza y robustez. El friso descansa sobre una base continua de mármol Windham Verde Antique, y está sangrado por cuatro confesionarios y en la parte delantera de la nave cuatro santuarios votivos que se colocan contra la pared. Los pasillos están pavimentados con baldosas de cerámica, mientras que los bancos están tallados en la misma madera.
El ábside o santuario está encerrado detrás de una pesada barandilla de rica "Breccia Orientale" penetrada a intervalos regulares con una celosía de bronce brillante. Un piso de mármoles orientales y Florida Deep Rose conduce a la predela o plataforma de la característica dominante de la iglesia, el altar principal. La iglesia está diseñada para dirigir la mirada hacia el altar central y su crucifijo, colocados sobre un gran fondo o retablo de marquetería. El retablo se formó mediante la incrustación de unas veinticinco maderas preciosas sobre una base de caoba de Honduras que se eleva a una altura de 11,2 m sobre el piso del santuario que es el escenario del enorme crucifijo, que está cortado de un gigantesco bloque de mármol negro azulado.
El altar mayor del que surge este crucifijo destacado es un altar permanente en el sentido litúrgico de que descansa sobre su propio cimiento, como lo exige la ley litúrgica católica. Los altares laterales o votivos están construidos de manera similar. La mesa del altar descansa sobre una predela o estilóbato de piedra Verde Nicoli, la plataforma superior que está incrustada con mármoles de Verona roja y coral rosa. La mesa del sacrificio o mensa es una pietra di Trani de color claro coronada por un tabernáculo de mármoles de coral rosa. Los altares votivos o laterales se conforman y por lo tanto están en armonía con el principal, tanto en color como en forma.
El interior presenta un distintivo motivo histórico art déco con una combinación de colores de tonos pastel claros, que incluye vitrales. Aunque la iglesia está llena de representaciones de santos polacos y motivos folclóricos, es mucho más discreta en comparación con las catedrales polacas más conocidas de Chicago. El activo más conocido de la iglesia, un conjunto de estaciones de la cruz en mosaico que se ejecutaron en la el Vaticano en Roma, se alinean a los lados del interior del edificio. Todo el mobiliario de la iglesia, como altares, púlpitos, bancas y similares, se ejecutó a partir de diseños de los arquitectos originales por deseo expreso de monseñor Czastka, quien era el pastor de San Wenceslao.
El santuario del purgatorio fue pintado por Jan Henryk De Rosen, quien decoró el interior de la catedral armenia en Lviv. Junto a él se encuentra una figura recientemente instalada del Santo Niño de Cebú, una devoción al Niño Jesús popular en Filipinas.
Desafortunadamente, gran parte de los intrincados diseños ornamentales pintados que aparecieron en toda la iglesia no se guardaron mientras se pintaba durante una reciente renovación de la iglesia debido a la falta de fondos de la parroquia.